# Open Database Connectivity
Open Database Connectivity (ODBC) は、関係データベース管理システム (RDBMS) にアクセスするための共通インタフェース (API)である。
データへのアクセスを統一化することを目的としており、たとえばクライアント／サーバ型ではないMicrosoft Accessの管理するデータベースファイル (MDB) や、そもそもRDBMSではないCSVファイルへのアクセスなども、それに対応するODBCドライバがあれば、他の一般的なデータベースへのアクセスするのと同様な方法で利用することが可能になる。
ODBCは、主にWindows上で利用されることが多いが、Linux、UNIXなどで利用されるケースもある。

## 概要
従来、データベースアプリケーションは、RDBMSベンダーが製品とともに配布するユーティリティや埋め込みSQLにより開発されてきたが、C言語上のAPIレベルで統一したインターフェイスとしてデータベースに接続するためのAPIをまとめたのが、マイクロソフトが1992年に発表した「ODBC」である。
その後、ODBC3.0では、X/OpenコンソーシアムとISOで進められていた標準化にあわせることとなり、これは1995年に「SQL/CLI」としてSQL標準の一部となった。
X/OpenとISOが進めていたSQL/CLIは、ODBCの有用性から業界標準となったODBCを標準規格化するための試みであり、それにマイクロソフトが同調した形で標準化がなされた経緯がある。そのため、ODBCもしくはSQL/CLIは多くのRDBMSでサポートされており、且つ、ODBCはほとんどの場合でSQL/CLIのスーパーセットとなっている。
建前上は、ODBCを利用することにより、データベースの各ベンダ固有のインターフェースを抽象化し統一的にアクセスできるようになるはずだが、単純なケースはともかく、実際にはSQLの文法が各ベンダによって方言があるように、接続以外の問題でデータベースごとの仕様（例えばロック）や特性を理解する必要がなくなるわけではない。

## バージョンの歴史
バージョンの歴史:
- 1.0: 1992年9月にリリース[2]
- 2.0: 1994年頃
- 2.5
- 3.0: 1995年頃、IntersolvのJohn Goodson と IBMのFrank Pellow ・Paul Cotton が重要なインプットをODBC 3.0に提供した[3]
- 3.5: 1997年頃
- 3.8: 2009年頃、Windows 7と共に[4]

## 近年の状況
最近ではWindowsにおいてもC言語によってODBCを直接利用することは少なくなっており、Visual Basic (VB)などでは、COMとしてVBから直接扱えるADO (ActiveX Data Objects)の下部レイヤーの選択肢の1つとして利用される事が多い。（ADOは、ODBCに代わりOLE DBと呼ばれるプロバイダを選択することでデータベース固有の接続方法を抽象化するが、既存のODBCとの接続のためのラップである「OLE DB Provider for ODBC」を使うこともできる。）
しかし、一方で、SQL Server 2014以降ではOLE DBは今後更新されず、汎用的な接続方法としてはODBCに回帰する方向性も示されている。
.NET FrameworkではADOと同じような考え方であるが、マネージド環境となるため、これらのプロバイダは一新されている。ただし、従来のOLE DBも使えるため、OLE DBを経由したODBCへのアクセスは今日でも利用可能ではある。SQL Serverは当然としてオラクルなどの大手RDBMSベンダは.NET Framework用のプロバイダ、もしくはOLE DBプロバイダを提供しており、あえてODBCを経由しなければならないケースは少ないと考えられる。
Javaでは、かつてはJDBCが扱うデータベースドライバとしてType1ドライバ（JDBC-ODBCブリッジ）としてJDBCの下層の物理ドライバに使われており、まだJavaに対応していないデータベースに接続する場合などの手段として使われる場合もあったが、今日では多くのデータベースがJDBCドライバを出しており、ODBCを経由させる必要性はほとんどなくなった。
このため、JDBC-ODBCブリッジはJava7では非推奨となり、Java8では標準から削除された。